# Geodena bandajoma
Geodena bandajoma là một loài bướm đêm trong họ Geometridae.